# Сабино, Рафаэл
Рафаэ́л Саби́но дус Са́нтус (порт.-браз. Rafael Sabino dos Santos; род. 17 июня 1996, Сан-Паулу) — бразильский футболист, полузащитник клуба «Кызыл-Жар».

## Карьера
Футбольную карьеру начал в 2014 году в составе клуба «Гремио Баруэри».
В начале 2018 года стал игороком бразильского клуба «Жагуариуна».
Летом 2018 года перешёл в украинский клуб «Львов». За три сезона сыграл в 67 матчах, забил один мяч в чемпионате.
В начале 2022 года подписал контракт с казахстанским клубом «Акжайык».

## Клубная статистика
| Игровая карьера | Игровая карьера | Игровая карьера | Лига | Лига | Кубок | Кубок | Межд. | Межд. | Др. | Др. |
| --------------- | --------------- | --------------- | ---- | ---- | ----- | ----- | ----- | ----- | --- | --- |
| 2018/19         | Львов           | А               | 23   | 0    | 1     | 0     | —     | —     | —   | —   |
| 2019/20         | Львов           | А               | 22   | 0    | 1     | 0     | —     | —     | —   | —   |
| 2020/21         | Львов           | А               | 20   | 1    | —     | —     | —     | —     | —   | —   |
| 2022            | Акжайык         | А               | 24   | 0    | 7     | 1     | —     | —     | —   | —   |
| 2023            | Кызыл-Жар       | А               | 4    | 1    | —     | —     | —     | —     | —   | —   |